# Jan Horák (motocyklový závodník)
Jan Horák (23. února 1909 Tachlovice - 5. září 2003) byl československý motocyklový závodník a sběratel motocyklů. Mistr sportu, čestný člen Enthusiast Rudge Club v britském Bristolu a čestný občan Tachlovic. Zakladatel místního Automotoklubu, Veteran Car Clubu a závodu historických motorových vozidel Tachlovický trojúhelník (Tachlovice-Nučice-Dobříč-Tachlovice, v roce 2009 se konal 33. ročník).
Jel nespočet motocyklových silničních závodů, a to i se sajdkárami. Do roku 1939 startoval takřka ve všech tehdy pořádaných závodech. V roce 1953 dosáhl absolutního vítězství ve své kategorii. Poslední plochou dráhu jel na pražském Strahově.

## Výkony a ocenění
- 1987: čestný člen Enthusiast Rudge Club
- 1988: titul mistr sportu obdržel za vynikající sportovní výkony a organizaci motoristických akcí od Ústředního automotoklubu ČSSR
- 1995: čestný občan Tachlovic

## Památka
- pomník na Jakubské návsi v Tachlovicích (odhalen 4. září 2004)